# Arthur Laewen
Arthur Laewen, nemški general in vojaški zdravnik, * 6. februar 1876, † 31. januar 1958.